# Port lotniczy Fukui
Port lotniczy Fukui (IATA: FKJ, ICAO: RJNF) – port lotniczy położony 9,3 km na północ od Fukui, w prefekturze Fukui, w Japonii.